# Thesium alatavicum
Thesium alatavicum är en sandelträdsväxtart som beskrevs av Kar. & Kir.. Thesium alatavicum ingår i släktet spindelörter, och familjen sandelträdsväxter. Inga underarter finns listade i Catalogue of Life.